# Црвени Крст (Белград)
Црвени Крст (серб. кир. Црвени Крст, серб. Crveni Krst, «Красный Крест») — исторический район Белграда. Большая его часть находится в общине Врачар, оставшаяся — в общине Звездара.

## Расположение
Црвени Крст находится в восточной части Врачара и в западной части Звездары. С запада граничит с районом Чубура, рынком Каленич с северо-запада, районом Джерам на севере, Липов Лад на северо-востоке, стадионом ФК «Обилич» на востоке и районом Пашино брдо на юге.

## История
Мощи почитаемого в Сербии святого Савы по преданию были сожжены турками в 1595 году на одном из холмов рядом с Белградом, однако точное место сожжения доподлинно не известно, хотя исследователи и сошлись на мнении, что это произошло на месте нынешнего храма Святого Саввы.
По одной из версий издатель Глигорий Возарович воздвиг деревянный крест, чтобы отметить настоящее место сожжения мощей святого Саввы.  Крест Возаровича был украшен изображениями Святой Троицы и Святого Георгия и снабжён надписью:

Богу и людям, Глигорие Возарович 1847 г. во Врачаре
Оригинальный текст (серб.)Bogu i ljudima Grigorije Vozarević 1847. na Vračaru.

Когда Возарович умер его вдова Сара завещала крест палилульской церкви. Крест ремонтировали в 1895 и 1923 годах, в 1933 старый деревянный крест был заменен новым, каменным, с надписью «Возарев крст, обновила О.Г.Б. 1933».
По другой версии Возарович воздвиг крест, ставший первым общественным памятником Белграда, как символ победы и освобождения, предвидящий полную независимость страны от распадающейся Османской империи.
Возникшее вокруг креста поселение постепенно стало известно как Возаров Крст. Позже Ассоциация Святого Саввы заменила деревянный крест на новый, красный, и это дало району нынешнее название (Црвени Крст, по-сербски «Красный Крест»). Тем не менее, современное местное сообщество (mesna zajedinca) муниципалитета Врачар, в состав которого входит район, официально называется Возарев Крст.